# Le Soler
Le Soler – miejscowość i gmina we Francji, w regionie Oksytania, w departamencie Pireneje Wschodnie.
Według danych na rok 1990 gminę zamieszkiwało 5147 osób, a gęstość zaludnienia wynosiła 497 osób/km² (wśród 1545 gmin Langwedocji-Roussillon Le Soler plasuje się na 56. miejscu pod względem liczby ludności, natomiast pod względem powierzchni na miejscu 734.).